# Birgit Prinz
Birgit Prinz (Fráncfort del Meno, 25 de octubre de 1977) es una exfutbolista alemana nombrada Futbolista Femenina del Año por la FIFA en 2003, 2004 y 2005. Además, ha sido nombrada ocho veces Futbolista Alemana del Año por la Federación Alemana de Fútbol. Ha sido dos veces campeona del mundo en 2003 y 2007.
Actualmente es fisioterapeuta y masajista licenciada.

## Carrera
La mayor parte de su fútbol de clubes lo ha jugado en su ciudad natal de Fráncfort del Meno y ha alcanzado ocho títulos nacionales. Jugó con una temporada en el equipo de la liga profesional femenina estadounidense Carolina Courage con el que también obtuvo el título.
En el año 2003 fue noticia cuando en un esfuerzo publicitario el equipo AC Perugia le hizo una oferta para jugar con el equipo masculino, pero Prinz la rechazó.

## Selección femenina de fútbol de Alemania
Su primer partido con la selección femenina de fútbol de Alemania fue a la edad 16 años el 27 de julio de 1994 en Montreal, Canadá, cuando entró en substitución de Heidi Mohr en el minuto 72. Al minuto 89 anotó su primer gol internacional, que a la vez fue el gol de la victoria al imponerse Alemania 2-1.
En el año 1995 jugó en el partido final de la Copa Mundial Femenina de Fútbol, siendo hasta la fecha la jugadora más joven en jugar en la final. Fue máxima goleadora en la Copa Mundial de 2003 con siete goles y en la Copa Mundial de 2007 anotó su gol número 14 en copas del mundo, siendo este el récord hasta la fecha.
En 2007 Prinz se convirtió en la primera jugadora en disputar tres fases finales de un Mundial y en la más joven en aparecer en una final. Prinz contaba 17 años y 336 días cuando fue titular en la derrota por 2-0 ante Noruega en 1995. Su compañera Sandra Smisek era solamente 14 días mayor.
Además, es la única delantera que ha marcado en todos los torneos olímpicos, y la máxima anotadora de las cuatro ediciones, junto a la brasileña Cristiane, con diez goles cada una. Las siguientes son las brasileñas Pretinha, con ocho goles, y Marta con seis.
Prinz tuvo una muy mala actuación en la Copa Mundial Femenina de Fútbol de 2011, donde fue remplazada en sus dos participaciones. No fue utilizada en los dos otros partidos de la selección alemana durante el campeonato, y anunció su retiro definitivo del fútbol al terminar el torneo.

### Participaciones en Copas del Mundo
| Mundial                                 | Equipo   | Sede           | Resultado        |
| --------------------------------------- | -------- | -------------- | ---------------- |
| Copa Mundial Femenina de Fútbol de 1995 | Alemania | Suecia         | Subcampeón       |
| Copa Mundial Femenina de Fútbol de 1999 | Alemania | Estados Unidos | Cuartos de final |
| Copa Mundial Femenina de Fútbol de 2003 | Alemania | Estados Unidos | Campeón          |
| Copa Mundial Femenina de Fútbol de 2007 | Alemania | China          | Campeón          |
| Copa Mundial Femenina de Fútbol de 2011 | Alemania | Alemania       | Cuartos de final |

## Clubes
| Club             | País           | Año         |
| ---------------- | -------------- | ----------- |
| FSV Fráncfort    | Alemania       | 1993 - 1998 |
| 1. FFC Fráncfort | Alemania       | 1998 - 2002 |
| Carolina Courage | Estados Unidos | 2002 - 2003 |
| 1. FFC Fráncfort | Alemania       | 2003 - 2011 |

## Títulos

### Bundesliga
| Título     | Club             | País     | Temporada   |
| ---------- | ---------------- | -------- | ----------- |
| Bundesliga | FSV Fráncfort    | Alemania | 1994 - 1995 |
| Bundesliga | FSV Fráncfort    | Alemania | 1997 - 1998 |
| Bundesliga | 1. FFC Fráncfort | Alemania | 1998 - 1999 |
| Bundesliga | 1. FFC Fráncfort | Alemania | 2000 - 2001 |
| Bundesliga | 1. FFC Fráncfort | Alemania | 2001 - 2002 |
| Bundesliga | 1. FFC Fráncfort | Alemania | 2002 - 2003 |
| Bundesliga | 1. FFC Fráncfort | Alemania | 2004 - 2005 |
| Bundesliga | 1. FFC Fráncfort | Alemania | 2006 - 2007 |
| Bundesliga | 1. FFC Fráncfort | Alemania | 2007 - 2008 |

### Copa de Alemania
| Título           | Club             | País     | Temporada   |
| ---------------- | ---------------- | -------- | ----------- |
| Copa de Alemania | FSV Fráncfort    | Alemania | 1994 - 1995 |
| Copa de Alemania | FSV Fráncfort    | Alemania | 1995 - 1996 |
| Copa de Alemania | 1. FFC Fráncfort | Alemania | 1998 - 1999 |
| Copa de Alemania | 1. FFC Fráncfort | Alemania | 1999 - 2000 |
| Copa de Alemania | 1. FFC Fráncfort | Alemania | 2000 - 2001 |
| Copa de Alemania | 1. FFC Fráncfort | Alemania | 2001 - 2002 |
| Copa de Alemania | 1. FFC Fráncfort | Alemania | 2002 - 2003 |
| Copa de Alemania | 1. FFC Fráncfort | Alemania | 2006 - 2007 |
| Copa de Alemania | 1. FFC Fráncfort | Alemania | 2007 - 2008 |
| Copa de Alemania | 1. FFC Fráncfort | Alemania | 2010 - 2011 |

### Campeonatos internacionales
| Título                                   | Equipo           | Sede final        | Año  |
| ---------------------------------------- | ---------------- | ----------------- | ---- |
| Eurocopa Femenina                        | Alemania         | Alemania          | 1995 |
| Eurocopa Femenina                        | Alemania         | Noruega           | 1997 |
| Juegos Olímpicos de Sídney 2000 (Bronce) | Alemania         | Australia         | 2000 |
| Eurocopa Femenina                        | Alemania         | Alemania          | 2001 |
| Liga de Campeones Femenina de la UEFA    | 1. FFC Fráncfort | Alemania          | 2002 |
| Copa Mundial Femenina de Fútbol          | Alemania         | Estados Unidos    | 2003 |
| Juegos Olímpicos de Atenas 2004 (Bronce) | Alemania         | Grecia            | 2004 |
| Eurocopa Femenina                        | Alemania         | Inglaterra        | 2005 |
| Liga de Campeones Femenina de la UEFA    | 1. FFC Fráncfort | Alemania          | 2006 |
| Copa de Algarve                          | Alemania         | Portugal          | 2006 |
| Copa Mundial Femenina de Fútbol          | Alemania         | China             | 2007 |
| Liga de Campeones Femenina de la UEFA    | 1. FFC Fráncfort | Suecia / Alemania | 2008 |
| Juegos Olímpicos de Pekín 2008 (Bronce)  | Alemania         | China             | 2008 |
| Eurocopa Femenina                        | Alemania         | Finlandia         | 2009 |